# Club Social y Deportivo Pinocho
El Club Social y Deportivo Pinocho, nacido como Pinocho Foot-Ball Club, es una institución deportiva argentina fundada el 20 de julio de 1925 en el barrio de Villa Urquiza, Buenos Aires. Es conocida por destacar en el ámbito del fútbol sala, y en menor medida en natación, vóley, básquet, patín, gimnasia y karate, entre otras actividades.
Se incorporó al fútbol de salón argentino en 1999, y actualmente milita en la Primera División del Campeonato de Futsal AFA.

## Historia en el futsal
Ascendieron a Primera División en 2001 y de 2005 a 2011 obtuvieron 12 campeonatos de Futsal AFA, un tricampeonato y un nonacampeonato. El Club Pinocho ostenta varios récords en el futsal argentino, entre ellos un invicto de 111 partidos, más de 3 años sin ser derrotados. También conquistó el Torneo Nacional de Futsal en sus tres ediciones de 2008, 2009 y 2010. Pinocho participó en la Copa Libertadores de Futsal en 2006, 2007, 2008 y 2009 consiguiendo 3 terceros puestos. En el año 2007 fue galardonado como el «Mejor Equipo del Mundo Año 2007», premio otorgado cada año por la marca Umbro.

## Plantel de futsal 2024

### Jugadores
|    | Nac.      | Nombre              | Posición   |
| -- | --------- | ------------------- | ---------- |
| 1  | Argentina | Matias Bazan        | Arquero    |
| 4  | Argentina | Bautista Caso       | Cierre     |
| 22 | Argentina | Facundo Gelpi       | Arquero    |
| 5  | Argentina | Diego Defiore       | Cierre     |
| 15 | Argentina | Santiago Lezcano    | Ala        |
| 6  | Argentina | Fernando Wilhem     | Ala-Cierre |
| 10 | Argentina | Emiliano Grecco     | Ala        |
| 8  | Argentina | Lucas Granda        | Pivot-Ala  |
| 16 | Argentina | Mathias Granda      | Ala        |
| 11 | Argentina | Pablo Pintos        | Ala        |
| 18 | Argentina | Juan Manuel Montero | Pivot      |
| 9  | Argentina | Gianluca Legal      | Pivot      |
| 23 | Argentina | Leandro Llermanos   | Ala        |
| 14 | Argentina | Tomas Acevedo       | Ala        |

### Cuerpo técnico
| Nac.      | Nombre             | Posición          |
| --------- | ------------------ | ----------------- |
| Argentina | Santiago Elias     | Entrenador        |
| Argentina |                    | Preparador Físico |
| Argentina | Maximiliano Damato | Kinesiólogo       |
| Argentina | Aldo Llermanos     | Médico            |

## Títulos de futsal
| Torneos nacionales oficiales       | Torneos nacionales oficiales | Torneos nacionales oficiales |
| Competición                        | Títulos |                              |
| ---------------------------------- | --- | ---------------------------- |
| Primera División de Argentina (14) | Apertura 2005, Clausura 2005, Apertura 2006, Apertura 2007, Clausura 2007, Apertura 2008, Clausura 2008, Apertura 2009, Clausura 2009, Apertura 2010, Clausura 2010, Apertura 2011, Clausura 2012, Clausura 2015 |                              |
| Torneo Nacional de Futsal (3)      | 2008, 2009, 2010 |                              |
| Segunda División de Argentina (1)  | 2001 |                              |

| Torneos nacionales oficiales no regulares | Torneos nacionales oficiales no regulares | Torneos nacionales oficiales no regulares |
| Competición                               | Títulos                                   |                                           |
| ----------------------------------------- | ----------------------------------------- | ----------------------------------------- |
| Copa José María Lopolito (3)              | 2007, 2008, 2009                          |                                           |
| Copa Álvaro Castro (2)                    | 2010 2012                                 |                                           |

## Rivalidades
El clásico rival de Pinocho es 17 de Agosto debido a la cercanía geográfica de ambos equipos, el partido entre ambos es conocido como el Clásico de Villa Urquiza.
Otras rivalidades de Pinocho son Boca, por ser los dos clubes más ganadores de la disciplina; San Lorenzo, por ser el tercer club más ganador, detrás de Pinocho y Boca;Kimberley por el reciente éxito deportivo de dicho club; y con América del Sud debido a la mala relación de sus hinchadas.

## Datos del club
- Temporadas en Primera División: 20 (2002 — )

Mejor resultado: Campeón
- Temporadas en Primera B: 3 (1999 — 2001)

Mejor resultado: Campeón (2001)